# Agrippina Vaganova
Agrippina Vaganova, född 26 juni 1879 i Sankt Petersburg, död 5 november 1951 i dåvarande Leningrad, var en rysk ballerina och balettlärare. Hennes bok Fundamentals of the Classic Dance (1934) är ett standardverk inom baletteknik. Hon konstruerade det som idag kallas vaganova metoden.